# Militär- und Zivildienst-Orden Adolphs von Nassau

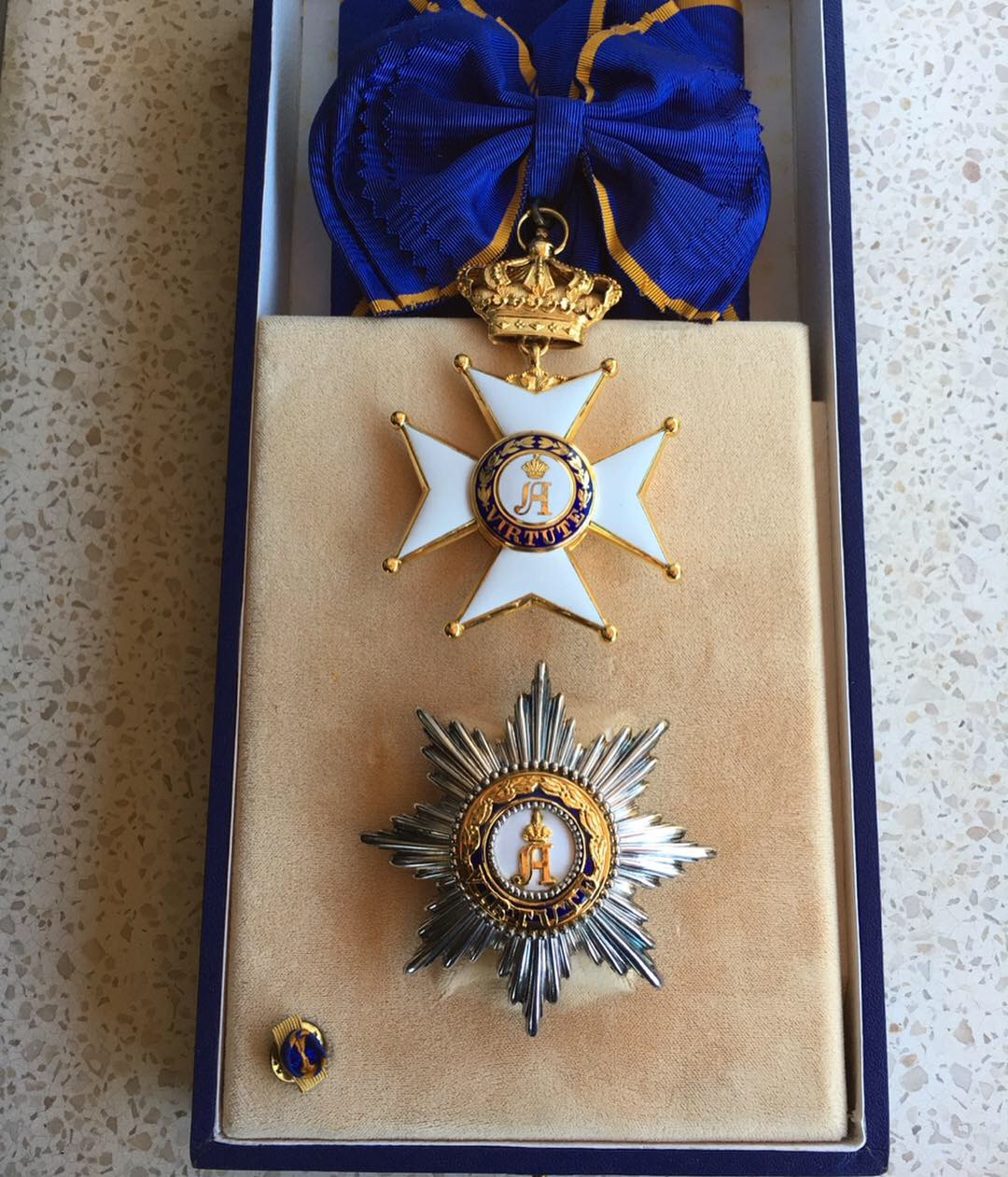
Insignien des Großkreuzes; Bruststern und Kreuz

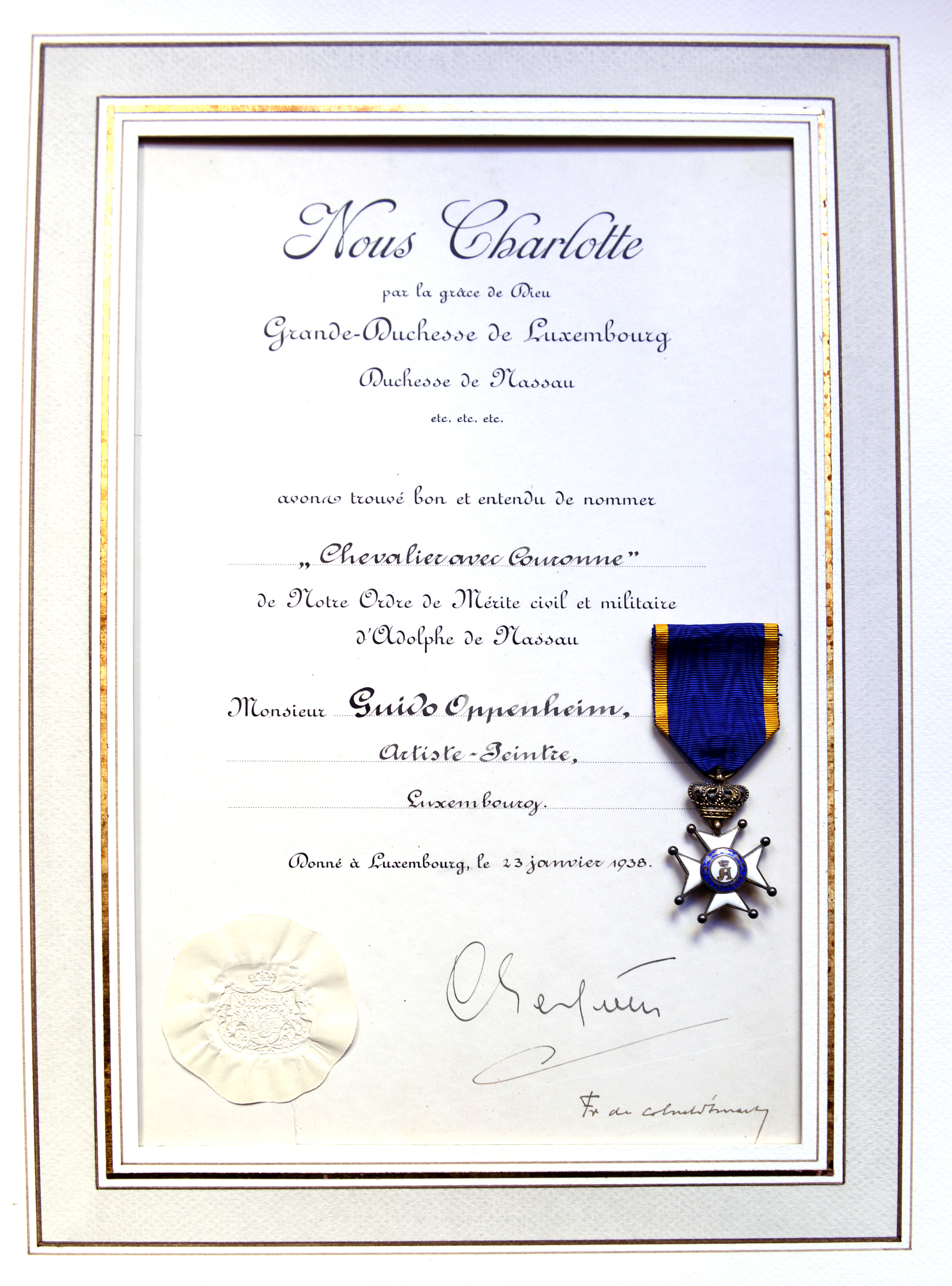
Verleihungsurkunde und Ritterkreuz

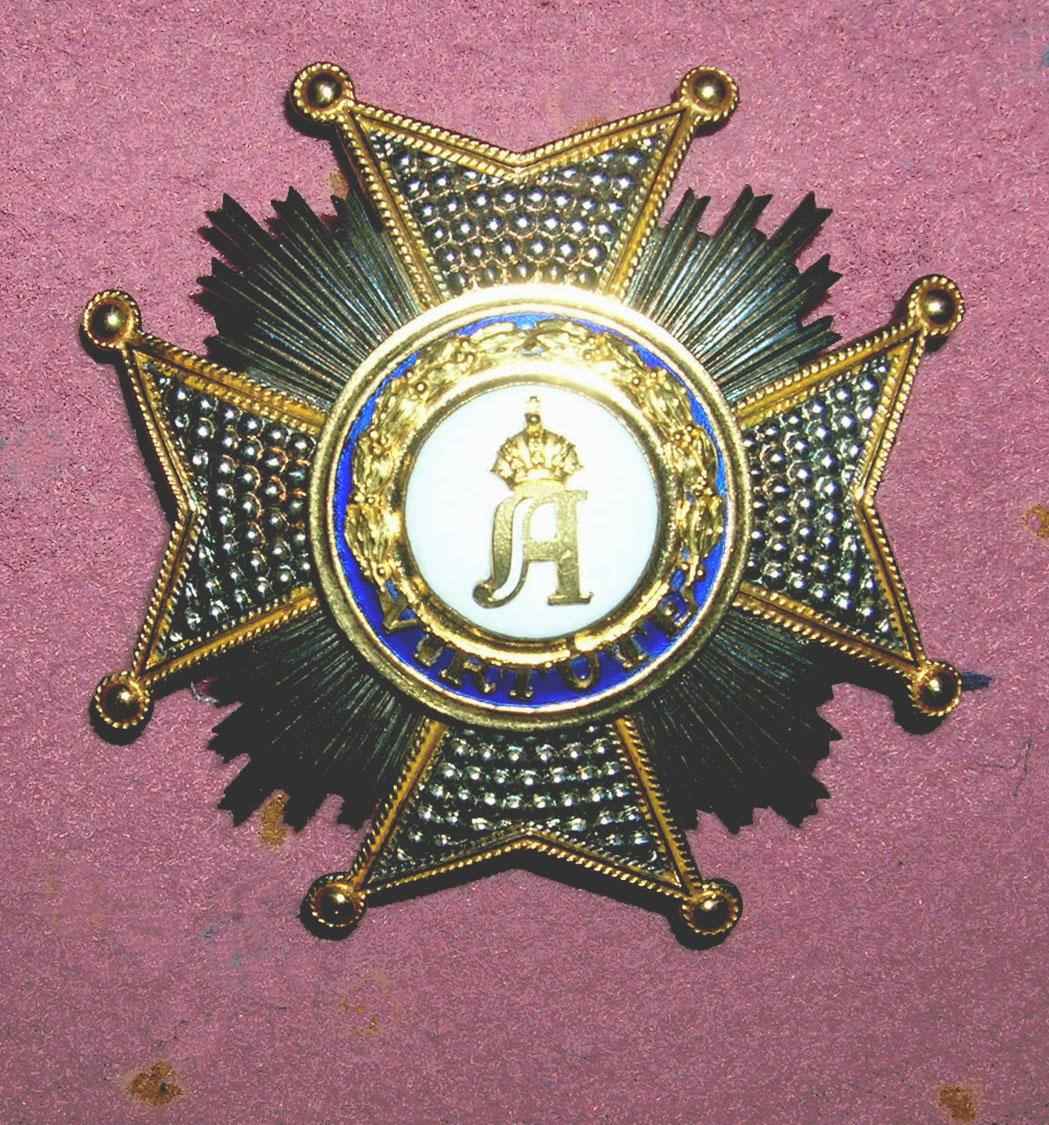
Bruststern (Großoffizier)

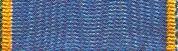
Ordensband

Der Militär- und Zivildienst-Orden Adolphs von Nassau, nach dem Stifterwillen als Herzoglich Nassauischer Militär- und Civil-Verdienst-Orden Adolphs von Nassau bezeichnet, wurde am 8. Mai 1858 durch Herzog Adolph von Nassau für das Herzogtum Nassau gestiftet. Nachdem im Jahre 1890 das Haus Nassau-Weilburg den luxemburgischen Thron übernommen hatte, wurde der Orden im Großherzogtum Luxemburg verliehen. Er ist bis heute in der Rangordnung nach dem Orden vom Goldenen Löwen des Hauses Nassau die zweithöchste Auszeichnung des Landes und wird als Hausorden ausschließlich durch den Großherzog persönlich verliehen.
Der Orden wird zur Erinnerung an den deutschen König Adolf von Nassau für Verdienste um das Land, für Treue und die sogenannte „Anhänglichkeit“ an das herzogliche Haus verliehen. Auch Leistungen in Kunst und Wissenschaft soll mit diesem Orden gewürdigt werden.

## Ordensklassen
- Großkreuz
- Großoffizier
- Komtur mit Krone
- Komtur
- Offizier mit Krone
- Offizier
- Ritter mit Krone
- Ritter

## Ordensdekoration
Ein weiß emailliertes achtspitzige Johanniterkreuz mit goldener Einfassung und kleinen goldenen Kugeln an den Kreuzspitzen, das mit einem runden Medaillon auf der Kreuzvorderseite belegt ist.
Das ebenfalls weiß emaillierte Medaillon zeigt in der Mitte ein gotisches A mit der deutschen Kaiserkrone in Gold darüber. Ein blau emaillierter Reif, goldgefasst, umgibt das Medaillon. Die obere Reifhälfte zeigt zwei goldene Lorbeerzweige und in der anderen Hälfte steht die Ordensdevise Virtute in Gold.
Die Dekorationsrückseite zeigt auf weißer Emaille in Gold zwei Jahreszahlen 1292 und 1858. Das Insigne für Großkreuz, Großoffizier und Komtur zeigt eine goldene durchbrochene Herzogskrone über dem Kreuz. Für Ritter ist die Dekoration aus Silber. In den Ausführungen für Militärpersonen sind alle mit zwei gekreuzten Schwertern, goldener Griff und silberne Klinge, in den Kreuzwinkeln bestückt.

## Ordensband und Trageweise
Das Ordensband ist dunkelblau und hat einen schmalen orangefarbenen Streifen auf beiden Bandseiten.
Das Großkreuz wird am Schulterband von der rechten Schulter zur linken Hüftseite getragen. Das Insigne der Großoffiziere und Komture wird am Hals, das der Offiziere und Ritter an einem Band auf der linken Brustseite getragen, das Band der Offiziere trägt eine Rosette.
Großkreuze und Großoffiziere tragen zusätzlich einen Ordensstern auf der linken Brust. Für die Großkreuzträger ist der Stern aus acht silbernen Strahlenbündeln und hat das gleiche Medaillon der Vorderseite der großen Ordensdekoration. Großoffiziere haben ein silbernes Kreuz mit acht kleinen goldenen Kugeln an den goldenen Kreuzspitzen. In den Kreuzwinkeln sind kurze silberne Strahlen. Das runde Mittelschild gleicht den der großen Dekorationsvorderseite.
Bei der Ordensdekoration mit Schwertern finden sich diese auch im Zusatzstern wieder.

## Bekannte Inhaber
- siehe: Inhaber des Militär- und Zivildienst-Ordens Adolphs von Nassau